# Liste der Nummer-eins-Hits in Irland (1985)
Diese Liste enthält alle Nummer-eins-Hits in Irland im Jahr 1985. Es gab in diesem Jahr 26 Nummer-eins-Singles.
| Singles |
| --- |
| - Band Aid – Do They Know It’s Christmas? - 5 Wochen (22. Dezember 1984 – 25. Januar 1985) - Foreigner – I Want to Know What Love Is - 3 Wochen (26. Januar – 8. Februar) - Elaine Paige & Barbara Dickson – I Know Him So Well - 5 Wochen (9. Februar – 15. März) - Dead or Alive – You Spin Me Round (Like a Record) - 1 Woche (16. März – 22. März) - The Concerned – Show Some Concern - 3 Wochen (23. März – 12. April) - USA for Africa – We Are the World - 4 Wochen (13. April – 10. Mai) - U2 – The Unforgettable Fire - 2 Wochen (11. Mai – 24. Mai) - Paul Hardcastle – 19 - 2 Wochen (25. Mai – 7. Juni) - Bruce Springsteen – I’m on Fire/Born in the U.S.A. - 2 Wochen (8. Juni – 21. Juni) - The Crowd – You’ll Never Walk Alone - 1 Woche (22. Juni – 28. Juni) - Sister Sledge – Frankie - 4 Wochen (29. Juni – 26. Juli) - Harold Faltermeyer – Axel F - 1 Woche (27. Juli – 2. August) - Eurythmics – There Must Be an Angel (Playing with My Heart) - 1 Woche (3. August – 9. August) - Madonna – Into the Groove - 3 Wochen (10. August – 30. August) - UB40 & Chrissie Hynde – I Got You Babe - 2 Wochen (31. August – 13. September) - David Bowie & Mick Jagger – Dancing in the Street - 2 Wochen (14. September – 27. September) - Bonnie Tyler – Holding Out for a Hero - 1 Woche (28. September – 4. Oktober) - Stevie Wonder – Part-Time Lover - 1 Woche (5. Oktober – 11. Oktober) - Midge Ure – If I Was - 1 Woche (12. Oktober – 18. Oktober) - Jennifer Rush – The Power of Love - 4 Wochen (19. Oktober – 15. November) - Elton John – Nikita - 4 Wochen (16. November – 22. November) - Feargal Sharkey – A Good Heart - 2 Wochen (23. November – 6. Dezember) - Wham! – I’m Your Man - 1 Woche (7. Dezember – 13. Dezember) - Phil Collins & Marilyn Martin – Separate Lives - 1 Woche (14. Dezember – 20. Dezember) - Whitney Houston – Saving All My Love for You - 1 Woche (21. Dezember – 27. Dezember) - Dermot Morgan – Thank You Very Much Mr Eastwood - 3 Wochen (28. Dezember 1985 – 17. Januar 1986) |

Siehe auch: Nummer-eins-Hits 1985 in  Australien, Belgien, Dänemark, Deutschland, Finnland, Frankreich, Italien, Japan, Kanada, Neuseeland, den Niederlanden, Norwegen, Österreich, Schweden, der Schweiz, Spanien, den Vereinigten Staaten und im Vereinigten Königreich.